# FIA-Formel-E-Weltmeisterschaft 2023/24

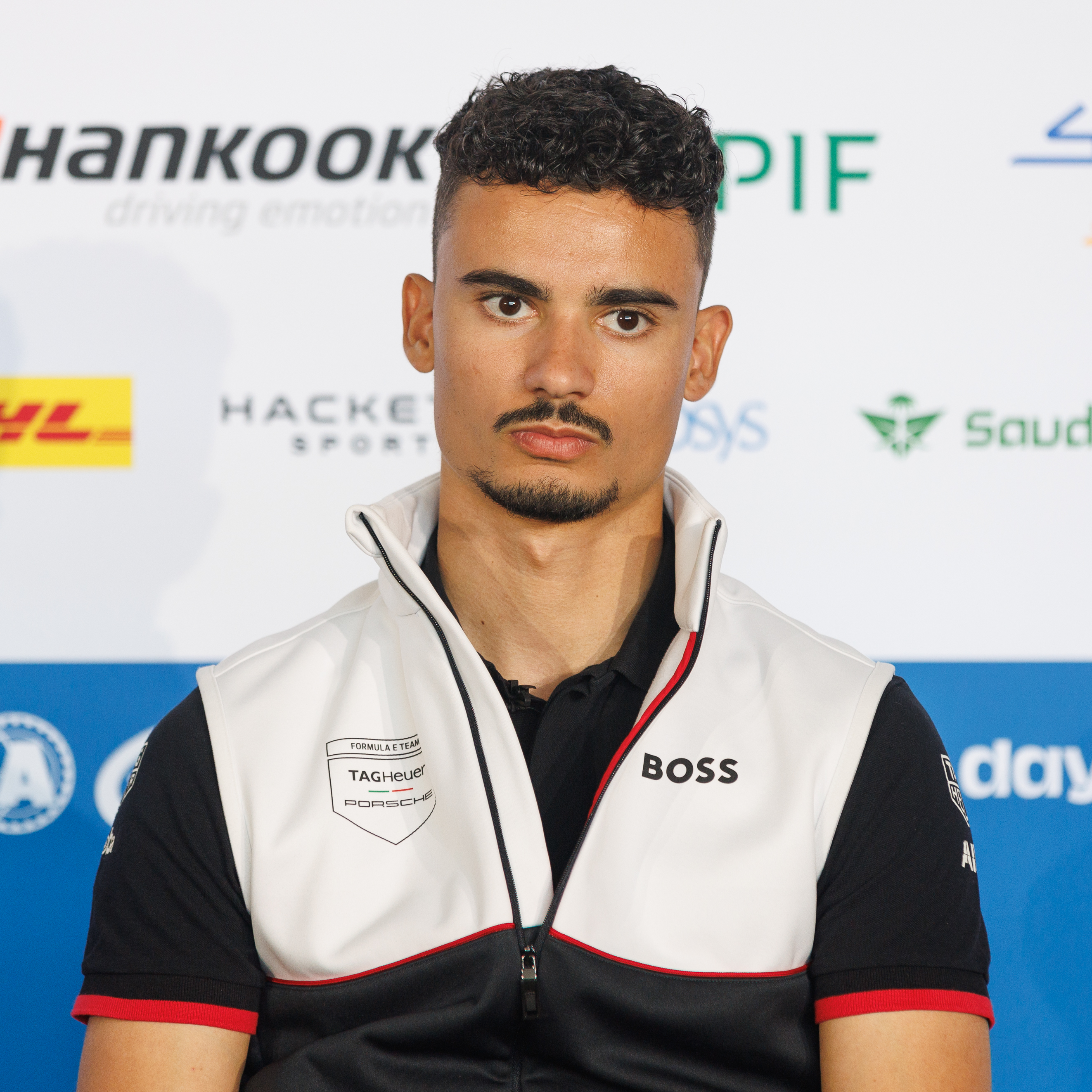
Weltmeister Pascal Wehrlein

Die FIA-Formel-E-Weltmeisterschaft 2023/24 war die zehnte Saison der FIA-Formel-E-Weltmeisterschaft und die vierte, die offiziell als Weltmeisterschaft ausgetragen wurde. Sie begann am 13. Januar 2024 in Mexiko-Stadt und endete am 21. Juli 2024 in London. Die Saison umfasste 16 Rennen. Weltmeister wurde Pascal Wehrlein, die Teamweltmeisterschaft und die für die Saison neu eingeführte Hersteller-Wertung gewann das Jaguar-Team.

## Änderungen 2023/24

### Rennen
Mit den Rennen in Misano, Shanghai und Tokio gab es in der Saison 2023/24 drei neue Veranstaltungen. Hyderabad, Kapstadt, Jakarta und Rom erschienen hingegen nicht mehr im Rennkalender. Die beiden Rennen in Berlin wurden auf einem neuen Streckenlayout des Flughafenkurses in Tempelhof ausgetragen.

### Technische Änderungen
Es handelte sich um die zweite Saison, in der die dritte Fahrzeuggeneration der FIA-Formel-E-Weltmeisterschaft zum Einsatz kam.
Die maximale Leistung des Antriebs lag bei 350 kW. Zusätzlich verfügten die Fahrzeuge über einen Elektromotor an der Vorderachse, der jedoch nur zur Energierückgewinnung verwendet werden durfte. Da hier bis zu 250 kW rekuperiert wurden, erhöhte sich die maximale Rekuperation auf insgesamt 600 kW. An der Hinterachse gab es keine mechanischen Bremsen, hier wurde ausschließlich durch Rekuperation verzögert.
Ab dem Misano E-Prix sollte es während des Rennens den sogenannten Attack-Charge geben: Die Fahrer sollten während des Rennens zu einem 30-sekündigen Pflichtboxenstopp fahren, bei dem das Fahrzeug mit einer Leistung von 600 kW schnellgeladen werden sollte. Aufgrund von technischen Problemen wurde die Einführung nicht durchgeführt, es gab lediglich in einzelnen Trainingssitzungen Test der Schnellladesysteme.

### Fahrer
René Rast verließ nach einer Saison bei McLaren die Rennserie. Der amtierende Vizeweltmeister Nick Cassidy wechselte von Envision Racing zu Jaguar. Er wurde Nachfolger von Sam Bird, der das Team nach drei Saisons verließ und zu McLaren wechselte. Cassidys Nachfolger wurde Robin Frijns, der nach einem Jahr bei ABT Cupra zum Team zurückkehrte.
Oliver Rowland kehrte nach anderthalb Saisons bei Mahindra Racing zu Nissan zurück und wurde dort Nachfolger von Norman Nato. Nato wechselte zu Andretti, wo er Nachfolger von André Lotterer wurde, der nach der Saison 2022/23 seine Karriere im Formelsport beendete. Lotterer wurde dennoch von Porsche neben David Beckmann, der Lotterer beim Jakarta E-Prix vertrat, als Ersatzfahrer für die Saison bestätigt.
Edoardo Mortara verließ nach sechs Saisons Maserati MSG Racing und wechselte zu Mahindra Racing, wo er Teamkollege von Nyck de Vries wurde, der nach zehn Rennen mit der Scuderia AlphaTauri in der Formel-1-Weltmeisterschaft in die Rennserie zurückkehrte. Mortaras Nachfolger bei Maserati wurde Jehan Daruvala, welcher seinerseits von Mahindra wechselte, wo er zuvor Ersatzfahrer war. Lucas di Grassi verließ nach einer Saison Mahindra Racing ebenfalls und wechselte zu ABT Cupra.
Während der Saison kamen mehrfach Ersatzfahrer zum Einsatz: So fuhr Taylor Barnard die Rennen in Monaco und Berlin für McLaren, da Sam Bird sich bei einem Unfall die Hand gebrochen hatte. Beim Berlin E-Prix fehlten bedingt durch eine Terminüberschneidung mit dem Rennen der Langstrecken-Weltmeisterschaft mehrere Piloten: Bei Envision Racing fuhren Paul Aron und Joel Eriksson anstelle von Sébastien Buemi und Frijns, bei Mahindra Racing ersetzte Jordan King de Vries, zusätzlich fuhr Kelvin van der Linde anstelle von Nico Müller bei ABT. Beim Portland E-Prix 2024 ersetzte Caio Collet den aus gesundheitlichen Gründen nicht angereisten Rowland.

### Sportliches Reglement
Zusätzlich zur Fahrer- und Team-Wertung wurde in dieser Saison erstmals eine Meisterschaft für Hersteller ausgeschrieben. Ähnlich wie bei der Team-Wertung wurden hierfür die Punkte der einzelnen Fahrer zusammengerechnet, wobei hier nur die beiden am besten platzierten Autos sowie die Bonuspunkte für die Pole-Position und die schnellste Rennrunde unter den ersten Zehn gezählt wurden. Diese Wertung war jedoch im Gegensatz zu denen für Fahrer und Teams keine offizielle Weltmeisterschaft.

## Teams und Fahrer
| Bild                                                                   | Team                             | Fahrzeug              | Nr. | Fahrer                 | Rennen       | Test-/Ersatzfahrer                             |
| ---------------------------------------------------------------------- | -------------------------------- | --------------------- | --- | ---------------------- | ------------ | ---------------------------------------------- |
| Paul Aron im Jaguar I-Type 6 von Envision Racing beim Berlin E-Prix    | Envision Racing                  | Jaguar I-Type 6       | 04  | Robin Frijns           | 1–8, 11–16   | Jack Aitken                                    |
| Paul Aron im Jaguar I-Type 6 von Envision Racing beim Berlin E-Prix    | Envision Racing                  | Jaguar I-Type 6       | 04  | Joel Eriksson          | 9, 10        | Jack Aitken                                    |
| Paul Aron im Jaguar I-Type 6 von Envision Racing beim Berlin E-Prix    | Envision Racing                  | Jaguar I-Type 6       | 16  | Sébastien Buemi        | 1–8, 11–16   | Jack Aitken                                    |
| Paul Aron im Jaguar I-Type 6 von Envision Racing beim Berlin E-Prix    | Envision Racing                  | Jaguar I-Type 6       | 16  | Paul Aron              | 9, 10        | Jack Aitken                                    |
| Mitch Evans im Jaguar I-Type 6 beim Berlin E-Prix                      | Jaguar TCS Racing                | Jaguar I-Type 6       | 09  | Mitch Evans            | 1–16         | Sheldon van der Linde                          |
| Mitch Evans im Jaguar I-Type 6 beim Berlin E-Prix                      | Jaguar TCS Racing                | Jaguar I-Type 6       | 37  | Nick Cassidy           | 1–16         | Sheldon van der Linde                          |
| Jake Dennis im Porsche 99X Electric von Andretti beim Berlin E-Prix    | Andretti Formula E               | Porsche 99X Electric  | 01  | Jake Dennis            | 1–16         | Zane Maloney                                   |
| Jake Dennis im Porsche 99X Electric von Andretti beim Berlin E-Prix    | Andretti Formula E               | Porsche 99X Electric  | 17  | Norman Nato            | 1–16         | Zane Maloney                                   |
| António Félix da Costa im Porsche 99X Electric beim Berlin E-Prix      | TAG Heuer Porsche Formula E Team | Porsche 99X Electric  | 13  | António Félix da Costa | 1–16         | David Beckmann Gabriela Jílková André Lotterer |
| António Félix da Costa im Porsche 99X Electric beim Berlin E-Prix      | TAG Heuer Porsche Formula E Team | Porsche 99X Electric  | 94  | Pascal Wehrlein        | 1–16         | David Beckmann Gabriela Jílková André Lotterer |
| Jean-Éric Vergne im DS E-Tense FE23 beim Berlin E-Prix                 | DS Penske                        | DS E-Tense FE23       | 02  | Stoffel Vandoorne      | 1–16         | Robert Schwarzman                              |
| Jean-Éric Vergne im DS E-Tense FE23 beim Berlin E-Prix                 | DS Penske                        | DS E-Tense FE23       | 25  | Jean-Éric Vergne       | 1–16         | Robert Schwarzman                              |
| Maximilian Günther im Maserati Tipo Folgore beim Berlin E-Prix         | Maserati MSG Racing              | Maserati Tipo Folgore | 07  | Maximilian Günther     | 1–16         | Yann Ehrlacher                                 |
| Maximilian Günther im Maserati Tipo Folgore beim Berlin E-Prix         | Maserati MSG Racing              | Maserati Tipo Folgore | 18  | Jehan Daruvala         | 1–16         | Yann Ehrlacher                                 |
| Sacha Fenestraz im Nissan e-4ORCE 04 beim Berlin E-Prix                | Nissan Formula E Team            | Nissan e-4ORCE 04     | 22  | Oliver Rowland         | 1–12, 15, 16 |                                                |
| Sacha Fenestraz im Nissan e-4ORCE 04 beim Berlin E-Prix                | Nissan Formula E Team            | Nissan e-4ORCE 04     | 22  | Caio Collet            | 13, 14       | Luca Ghiotto Victor Martins                    |
| Sacha Fenestraz im Nissan e-4ORCE 04 beim Berlin E-Prix                | Nissan Formula E Team            | Nissan e-4ORCE 04     | 23  | Sacha Fenestraz        | 1–16         | Luca Ghiotto Victor Martins                    |
| Jake Hughes im Nissan e-4ORCE 04 von Neom McLaren beim Berlin E-Prix   | Neom McLaren Formula E Team      | Nissan e-4ORCE 04     | 05  | Jake Hughes            | 1–16         | Taylor Barnard                                 |
| Jake Hughes im Nissan e-4ORCE 04 von Neom McLaren beim Berlin E-Prix   | Neom McLaren Formula E Team      | Nissan e-4ORCE 04     | 08  | Sam Bird               | 1–8, 11–16   | Taylor Barnard                                 |
| Jake Hughes im Nissan e-4ORCE 04 von Neom McLaren beim Berlin E-Prix   | Neom McLaren Formula E Team      | Nissan e-4ORCE 04     | 08  | Taylor Barnard         | 8–10         | Taylor Barnard                                 |
| Daniel Ticktum im Nio 333 ER9 beim Berlin E-Prix                       | ERT Formula E Team               | Nio 333 ER9           | 03  | Sérgio Sette Câmara    | 1–16         | Mikel Azcona                                   |
| Daniel Ticktum im Nio 333 ER9 beim Berlin E-Prix                       | ERT Formula E Team               | Nio 333 ER9           | 33  | Daniel Ticktum         | 1–16         | Mikel Azcona                                   |
| Edoardo Mortara im Mahindra M9Electro beim Berlin E-Prix               | Mahindra Racing                  | Mahindra M9Electro    | 21  | Nyck de Vries          | 1–8, 11–16   | Jordan King                                    |
| Edoardo Mortara im Mahindra M9Electro beim Berlin E-Prix               | Mahindra Racing                  | Mahindra M9Electro    | 21  | Jordan King            | 9, 10        | Jordan King                                    |
| Edoardo Mortara im Mahindra M9Electro beim Berlin E-Prix               | Mahindra Racing                  | Mahindra M9Electro    | 48  | Edoardo Mortara        | 1–16         | Jordan King                                    |
| Lucas di Grassi im Mahindra M9Electro von ABT Cupra beim Berlin E-Prix | ABT Cupra Formula E Team         | Mahindra M9Electro    | 11  | Lucas di Grassi        | 1–16         | Adrien Tambay Tim Tramnitz                     |
| Lucas di Grassi im Mahindra M9Electro von ABT Cupra beim Berlin E-Prix | ABT Cupra Formula E Team         | Mahindra M9Electro    | 51  | Nico Müller            | 1–8, 11–16   | Adrien Tambay Tim Tramnitz                     |
| Lucas di Grassi im Mahindra M9Electro von ABT Cupra beim Berlin E-Prix | ABT Cupra Formula E Team         | Mahindra M9Electro    | 51  | Kelvin van der Linde   | 9, 10        | Adrien Tambay Tim Tramnitz                     |

Anmerkungen
1. 1 2 3 4 5 6 7 8 9 10 11 12 13  Dieser Fahrer war als Rookie im Rahmen der Vorsaison-Testfahrten in Valencia für diesen Rennstall gemeldet.

## Rennkalender
In der Saison 2023/24 sollten 17 Rennen in zwölf Städten ausgetragen werden. Der Rennkalender wurde am 19. Oktober 2023 veröffentlicht, dabei fehlte jedoch noch der Austragungsorte für zwei Rennen. Am 22. November 2023 wurde der finale Rennkalender präsentiert. Am 5. Januar 2024 gab die Rennserie die Absage des für den 10. Februar geplanten Hyderabad E-Prix bekannt, damit verkleinerte sich der Rennkalender auf 16 Rennen.
| Nr. | Datum      | Veranstaltung (Rennstrecke)        | Erster                                                    | Zweiter                                            | Dritter                                  | Pole-Position                                      | Schnellste Runde                                          | Gesamtführung                                      | Gesamtführung                    |
| Nr. | Datum      | Veranstaltung (Rennstrecke)        | Erster                                                    | Zweiter                                            | Dritter                                  | Pole-Position                                      | Schnellste Runde                                          | Fahrer                                             | Team                             |
| --- | ---------- | ---------------------------------- | --------------------------------------------------------- | -------------------------------------------------- | ---------------------------------------- | -------------------------------------------------- | --------------------------------------------------------- | -------------------------------------------------- | -------------------------------- |
| 01  | 13. Januar | Mexiko-Stadt E-Prix (Mexiko-Stadt) | Pascal Wehrlein (TAG Heuer Porsche Formula E Team)        | Sébastien Buemi (Envision Racing)                  | Nick Cassidy (Jaguar TCS Racing)         | Pascal Wehrlein (TAG Heuer Porsche Formula E Team) | Nick Cassidy (Jaguar TCS Racing)                          | Pascal Wehrlein (TAG Heuer Porsche Formula E Team) | TAG Heuer Porsche Formula E Team |
| 02  | 26. Januar | Diriyya E-Prix (Diriyya)           | Jake Dennis (Andretti Formula E)                          | Jean-Éric Vergne (DS Penske)                       | Nick Cassidy (Jaguar TCS Racing)         | Jean-Éric Vergne (DS Penske)                       | Jake Dennis (Andretti Formula E)                          | Pascal Wehrlein (TAG Heuer Porsche Formula E Team) | Jaguar TCS Racing                |
| 03  | 27. Januar | Diriyya E-Prix (Diriyya)           | Nick Cassidy (Jaguar TCS Racing)                          | Robin Frijns (Envision Racing)                     | Oliver Rowland (Nissan Formula E Team)   | Oliver Rowland (Nissan Formula E Team)             | Jake Dennis (Andretti Formula E)                          | Nick Cassidy (Jaguar TCS Racing)                   | Jaguar TCS Racing                |
| 04  | 16. März   | São Paulo E-Prix (São Paulo)       | Sam Bird (Neom McLaren Formula E Team)                    | Mitch Evans (Jaguar TCS Racing)                    | Oliver Rowland (Nissan Formula E Team)   | Pascal Wehrlein (TAG Heuer Porsche Formula E Team) | Nyck de Vries (Mahindra Racing)                           | Nick Cassidy (Jaguar TCS Racing)                   | Jaguar TCS Racing                |
| 05  | 30. März   | Tokio E-Prix (Tokio)               | Maximilian Günther (Maserati MSG Racing)                  | Oliver Rowland (Nissan Formula E Team)             | Jake Dennis (Andretti Formula E)         | Oliver Rowland (Nissan Formula E Team)             | Sam Bird (Neom McLaren Formula E Team)                    | Pascal Wehrlein (TAG Heuer Porsche Formula E Team) | Jaguar TCS Racing                |
| 06  | 13. April  | Misano E-Prix (Misano)             | Oliver Rowland (Nissan Formula E Team)                    | Jake Dennis (Andretti Formula E)                   | Maximilian Günther (Maserati MSG Racing) | Mitch Evans (Jaguar TCS Racing)                    | Oliver Rowland (Nissan Formula E Team)                    | Oliver Rowland (Nissan Formula E Team)             | Jaguar TCS Racing                |
| 07  | 14. April  | Misano E-Prix (Misano)             | Pascal Wehrlein (TAG Heuer Porsche Formula E Team)        | Jake Dennis (Andretti Formula E)                   | Nick Cassidy (Jaguar TCS Racing)         | Jake Hughes (Neom McLaren Formula E Team)          | António Félix da Costa (TAG Heuer Porsche Formula E Team) | Pascal Wehrlein (TAG Heuer Porsche Formula E Team) | Jaguar TCS Racing                |
| 08  | 27. April  | Monaco E-Prix (Monaco)             | Mitch Evans (Jaguar TCS Racing)                           | Nick Cassidy (Jaguar TCS Racing)                   | Stoffel Vandoorne (DS Penske)            | Pascal Wehrlein (TAG Heuer Porsche Formula E Team) | Jehan Daruvala (Maserati MSG Racing)                      | Pascal Wehrlein (TAG Heuer Porsche Formula E Team) | Jaguar TCS Racing                |
| 09  | 11. Mai    | Berlin E-Prix (Berlin)             | Nick Cassidy (Jaguar TCS Racing)                          | Pascal Wehrlein (TAG Heuer Porsche Formula E Team) | Oliver Rowland (Nissan Formula E Team)   | Edoardo Mortara (Mahindra Racing)                  | Norman Nato (Andretti Formula E)                          | Nick Cassidy (Jaguar TCS Racing)                   | Jaguar TCS Racing                |
| 10  | 12. Mai    | Berlin E-Prix (Berlin)             | António Félix da Costa (TAG Heuer Porsche Formula E Team) | Nick Cassidy (Jaguar TCS Racing)                   | Oliver Rowland (Nissan Formula E Team)   | Jake Dennis (Andretti Formula E)                   | Norman Nato (Andretti Formula E)                          | Nick Cassidy (Jaguar TCS Racing)                   | Jaguar TCS Racing                |
| 11  | 25. Mai    | Shanghai E-Prix (Shanghai)         | Mitch Evans (Jaguar TCS Racing)                           | Pascal Wehrlein (TAG Heuer Porsche Formula E Team) | Nick Cassidy (Jaguar TCS Racing)         | Jean-Éric Vergne (DS Penske)                       | Jake Dennis (Andretti Formula E)                          | Nick Cassidy (Jaguar TCS Racing)                   | Jaguar TCS Racing                |
| 12  | 26. Mai    | Shanghai E-Prix (Shanghai)         | António Félix da Costa (TAG Heuer Porsche Formula E Team) | Jake Hughes (Neom McLaren Formula E Team)          | Norman Nato (Andretti Formula E)         | Jake Hughes (Neom McLaren Formula E Team)          | Norman Nato (Andretti Formula E)                          | Nick Cassidy (Jaguar TCS Racing)                   | Jaguar TCS Racing                |
| 13  | 29. Juni   | Portland E-Prix (Portland)         | António Félix da Costa (TAG Heuer Porsche Formula E Team) | Robin Frijns (Envision Racing)                     | Jean-Éric Vergne (DS Penske)             | Mitch Evans (Jaguar TCS Racing)                    | Jake Hughes (Neom McLaren Formula E Team)                 | Nick Cassidy (Jaguar TCS Racing)                   | Jaguar TCS Racing                |
| 14  | 30. Juni   | Portland E-Prix (Portland)         | António Félix da Costa (TAG Heuer Porsche Formula E Team) | Robin Frijns (Envision Racing)                     | Mitch Evans (Jaguar TCS Racing)          | Jean-Éric Vergne (DS Penske)                       | Robin Frijns (Envision Racing)                            | Nick Cassidy (Jaguar TCS Racing)                   | Jaguar TCS Racing                |
| 15  | 20. Juli   | London E-Prix (London)             | Pascal Wehrlein (TAG Heuer Porsche Formula E Team)        | Mitch Evans (Jaguar TCS Racing)                    | Sebastien Buemi (Envision Racing)        | Mitch Evans (Jaguar TCS Racing)                    | Mitch Evans (Jaguar TCS Racing)                           | Pascal Wehrlein (TAG Heuer Porsche Formula E Team) | Jaguar TCS Racing                |
| 16  | 21. Juli   | London E-Prix (London)             | Oliver Rowland (Nissan Formula E Team)                    | Pascal Wehrlein (TAG Heuer Porsche Formula E Team) | Mitch Evans (Jaguar TCS Racing)          | Nick Cassidy (Jaguar TCS Racing)                   | Jake Hughes (Neom McLaren Formula E Team)                 | Pascal Wehrlein (TAG Heuer Porsche Formula E Team) | Jaguar TCS Racing                |

Anmerkungen
1. ↑  Jake Dennis fuhr die schnellste Runde beim zweiten Rennen des Diriyya E-Prix. Da er jedoch nicht unter den ersten Zehn ins Ziel kam, ging der Bonuspunkt für die schnellste Runde stattdessen an Nick Cassidy.
2. ↑  Nyck de Vries fuhr die schnellste Runde beim São Paulo E-Prix. Da er jedoch nicht unter den ersten Zehn ins Ziel kam, ging der Bonuspunkt für die schnellste Runde stattdessen an Sébastien Buemi.
3. ↑  Sam Bird fuhr die schnellste Runde beim Tokio E-Prix. Da er jedoch nicht unter den ersten Zehn ins Ziel kam, ging der Bonuspunkt für die schnellste Runde stattdessen an Maximilian Günther.
4. ↑  Jehan Daruvala fuhr die schnellste Runde beim Monaco E-Prix. Da er jedoch nicht unter den ersten Zehn ins Ziel kam, ging der Bonuspunkt für die schnellste Runde stattdessen an Nick Cassidy.
5. ↑  Norman Nato fuhr die schnellste Runde beim ersten Rennen des Berlin E-Prix. Da er jedoch nicht unter den ersten Zehn ins Ziel kam, ging der Bonuspunkt für die schnellste Runde stattdessen an Nick Cassidy.
6. ↑  Norman Nato fuhr die schnellste Runde beim zweiten Rennen des Berlin E-Prix. Da er jedoch nicht unter den ersten Zehn ins Ziel kam, ging der Bonuspunkt für die schnellste Runde stattdessen an Nick Cassidy.
7. ↑  Jake Hughes fuhr die schnellste Runde beim ersten Rennen des Portland E-Prix. Da er jedoch nicht unter den ersten Zehn ins Ziel kam, ging der Bonuspunkt für die schnellste Runde stattdessen an Mitch Evans.

## Wertung
Die zehn erstplatzierten Fahrer jedes Rennens erhielten Punkte nach folgendem Schema:
| Platz  | 1  | 2  | 3  | 4  | 5  | 6 | 7 | 8 | 9 | 10 |   | PP | SR |
| Punkte | 25 | 18 | 15 | 12 | 10 | 8 | 6 | 4 | 2 | 1  | 3 | 1  |    |

### Fahrerwertung
| Pos. | Fahrer            | MEX | DIR | DIR | SAO | TOK | MIS | MIS | MCO | BER | BER | SHA | SHA | POR | POR | LON | LON | Punkte |
| ---- | ----------------- | --- | --- | --- | --- | --- | --- | --- | --- | --- | --- | --- | --- | --- | --- | --- | --- | ------ |
| 01   | P. Wehrlein       | 1   | 8   | 7   | 4   | 5   | 16  | 1   | 5   | 5   | 4   | 2   | 20  | 10  | 4   | 1   | 2   | 198    |
| 02   | M. Evans          | 5   | 5   | 10  | 2   | 15  | 5   | 18  | 1   | 4   | 6   | 1   | 5   | 8   | 3   | 2   | 3   | 192    |
| 03   | N. Cassidy        | 3   | 3   | 1   | DNF | 8   | DNF | 3   | 2   | 1   | 2   | 3   | 4   | 19  | 13  | 7   | DNF | 176    |
| 04   | O. Rowland        | 11  | 13  | 3   | 3   | 2   | 1   | DNF | 6   | 3   | 3   | 4   | 10  | INJ | INJ | 15  | 1   | 156    |
| 05   | J. Vergne         | 6   | 2   | 8   | 7   | 12  | 6   | 7   | 4   | 2   | 10  | 6   | 7   | 3   | 5   | 17  | 5   | 139    |
| 06   | A. Félix da Costa | DNF | 16  | 14  | 6   | 4   | DSQ | 17  | 7   | 6   | 1   | 18  | 1   | 1   | 1   | DNF | 13  | 134    |
| 07   | J. Dennis         | 9   | 1   | 12  | 5   | 3   | 2   | 2   | 18  | 19  | 5   | 5   | 11  | 6   | 10  | 16  | DNF | 122    |
| 08   | M. Günther        | 4   | 7   | 9   | 9   | 1   | 3   | 12  | 9   | DNF | DNF | 21  | 8   | DNF | 8   | DNF | DNF | 73     |
| 09   | R. Frijns         | DNF | 10  | 2   | 18  | 9   | 17  | DNF | 17  |     |     | 12  | 9   | 2   | 2   | DNF | 7   | 66     |
| 10   | S. Vandoorne      | 8   | 14  | 5   | 8   | 16  | 8   | DNF | 3   | 7   | 20  | 9   | 6   | 9   | 11  | 9   | 8   | 61     |
| 11   | S. Buemi          | 2   | 12  | WD  | 10  | 13  | 12  | DNF | 15  |     |     | 8   | 12  | 20  | 9   | 3   | 4   | 53     |
| 12   | N. Müller         | 17  | 18  | 13  | DNF | 7   | 11  | 4   | DNF |     |     | 15  | 15  | 5   | 6   | 6   | 6   | 52     |
| 13   | S. Bird           | 14  | 4   | DNF | 1   | DNF | DNF | 10  | INJ | INJ | INJ | 17  | DNF | 7   | DNF | 8   | DNF | 48     |
| 14   | J. Hughes         | 7   | 11  | 4   | DNF | 11  | 13  | 8   | 16  | 15  | 12  | 16  | 2   | 21  | DNF | DNF | 10  | 48     |
| 15   | N. Nato           | 10  | 6   | 16  | 17  | 6   | 7   | 16  | 10  | 18  | 19  | 14  | 3   | 13  | 7   | 10  | 12  | 47     |
| 16   | E. Mortara        | 13  | 15  | 11  | 12  | DSQ | DNF | 13  | DNF | 8   | 16  | DNF | 13  | 4   | DNF | 5   | DNF | 29     |
| 17   | S. Fenestraz      | 12  | DNF | 6   | 11  | 11  | 9   | 5   | 8   | 9   | DNF | 11  | 14  | 15  | 18  | 14  | 15  | 26     |
| 18   | N. de Vries       | 15  | 17  | 15  | 14  | DNF | 14  | 15  | 12  |     |     | 7   | 16  | 12  | DNF | 4   | 16  | 18     |
| 19   | D. Ticktum        | 18  | 21  | DNF | 16  | 18  | 4   | 14  | 13  | 14  | 17  | 20  | 21  | 17  | 15  | 13  | 14  | 12     |
| 20   | S. Sette Câmara   | DNS | 9   | 18  | DSQ | 10  | 15  | 6   | 19  | 16  | 13  | 13  | 18  | 14  | 14  | 12  | 11  | 11     |
| 21   | J. Daruvala       | 16  | 20  | DNF | 15  | 17  | DNF | 9   | 20  | 17  | 7   | 19  | 17  | 16  | 12  | 18  | DNF | 8      |
| 22   | T. Barnard        |     |     |     |     |     |     |     | 14  | 10  | 8   |     |     |     |     |     |     | 5      |
| 23   | L. di Grassi      | DNF | 19  | 17  | 13  | DNF | 10  | 11  | 11  | DNF | 11  | 10  | 19  | 11  | 17  | 11  | 9   | 4      |
| 24   | J. Eriksson       |     |     |     |     |     |     |     |     | DNF | 9   |     |     |     |     |     |     | 2      |
| 25   | K. van der Linde  |     |     |     |     |     |     |     |     | 11  | 15  |     |     |     |     |     |     | 0      |
| 26   | J. King           |     |     |     |     |     |     |     |     | 12  | 18  |     |     |     |     |     |     | 0      |
| 27   | P. Aron           |     |     |     |     |     |     |     |     | 13  | 14  |     |     |     |     |     |     | 0      |
| 28   | C. Collet         |     |     |     |     |     |     |     |     |     |     |     |     | 18  | 16  |     |     | 0      |

### Teamwertung
| Pos. | Team                             | Nr. | MEX | DIR | DIR | SAO | TOK | MIS | MIS | MCO | BER | BER | SHA | SHA | POR | POR | LON | LON | Punkte |
| ---- | -------------------------------- | --- | --- | --- | --- | --- | --- | --- | --- | --- | --- | --- | --- | --- | --- | --- | --- | --- | ------ |
| 1    | Jaguar TCS Racing                | 9   | 5   | 5   | 10  | 2   | 15  | 5   | 18  | 1   | 4   | 6   | 1   | 5   | 8   | 3   | 2   | 3   | 368    |
| 1    | Jaguar TCS Racing                | 37  | 3   | 3   | 1   | DNF | 8   | DNF | 3   | 2   | 1   | 2   | 3   | 4   | 19  | 13  | 7   | DNF | 368    |
| 2    | TAG Heuer Porsche Formula E Team | 13  | DNF | 16  | 14  | 6   | 4   | DSQ | 17  | 7   | 6   | 1   | 18  | 1   | 1   | 1   | DNF | 13  | 332    |
| 2    | TAG Heuer Porsche Formula E Team | 94  | 1   | 8   | 7   | 4   | 5   | 16  | 1   | 5   | 5   | 4   | 2   | 20  | 10  | 4   | 1   | 2   | 332    |
| 3    | DS Penske                        | 2   | 8   | 14  | 5   | 8   | 16  | 8   | DNF | 3   | 7   | 20  | 9   | 6   | 9   | 11  | 9   | 8   | 200    |
| 3    | DS Penske                        | 25  | 6   | 2   | 8   | 7   | 12  | 6   | 7   | 4   | 2   | 10  | 6   | 7   | 3   | 5   | 17  | 5   | 200    |
| 4    | Nissan Formula E Team            | 22  | 11  | 13  | 3   | 3   | 2   | 1   | DNF | 6   | 3   | 3   | 4   | 10  | 18  | 16  | 15  | 1   | 182    |
| 4    | Nissan Formula E Team            | 23  | 12  | DNF | 6   | 11  | 11  | 9   | 5   | 8   | 9   | DNF | 11  | 14  | 15  | 18  | 14  | 15  | 182    |
| 5    | Andretti Formula E               | 1   | 9   | 1   | 12  | 5   | 3   | 2   | 2   | 18  | 19  | 5   | 5   | 11  | 6   | 10  | 16  | DNF | 169    |
| 5    | Andretti Formula E               | 17  | 10  | 6   | 16  | 17  | 6   | 7   | 16  | 10  | 18  | 19  | 14  | 3   | 13  | 7   | 10  | 12  | 169    |
| 6    | Envision Racing                  | 4   | DNF | 10  | 2   | 18  | 9   | 17  | DNF | 17  | DNF | 9   | 12  | 9   | 2   | 2   | DNF | 7   | 121    |
| 6    | Envision Racing                  | 16  | 2   | 12  | WD  | 10  | 13  | 12  | DNF | 15  | 13  | 14  | 8   | 12  | 20  | 9   | 3   | 4   | 121    |
| 7    | Neom McLaren Formula E Team      | 5   | 7   | 11  | 4   | DNF | 11  | 13  | 8   | 16  | 15  | 12  | 16  | 2   | 21  | DNF | DNF | 10  | 101    |
| 7    | Neom McLaren Formula E Team      | 8   | 14  | 4   | DNF | 1   | DNF | DNF | 10  | 14  | 10  | 8   | 17  | DNF | 7   | DNF | 8   | DNF | 101    |
| 8    | Maserati MSG Racing              | 7   | 4   | 7   | 9   | 9   | 1   | 3   | 12  | 9   | DNF | DNF | 21  | 8   | DNF | 8   | DNF | DNF | 81     |
| 8    | Maserati MSG Racing              | 18  | 16  | 20  | DNF | 15  | 17  | DNF | 9   | 20  | 17  | 7   | 19  | 17  | 16  | 12  | 18  | DNF | 81     |
| 9    | ABT Cupra Formula E Team         | 11  | DNF | 19  | 17  | 13  | DNF | 10  | 11  | 11  | DNF | 11  | 10  | 19  | 11  | 17  | 11  | 9   | 56     |
| 9    | ABT Cupra Formula E Team         | 51  | 17  | 18  | 13  | DNF | 7   | 11  | 4   | DNF | 11  | 15  | 15  | 15  | 5   | 6   | 6   | 6   | 56     |
| 10   | Mahindra Racing                  | 21  | 15  | 17  | 15  | 14  | DNF | 14  | 15  | 12  | 12  | 18  | 7   | 16  | 12  | DNF | 4   | 16  | 47     |
| 10   | Mahindra Racing                  | 48  | 13  | 15  | 11  | 12  | DSQ | DNF | 13  | DNF | 8   | 16  | DNF | 13  | 4   | DNF | 5   | DNF | 47     |
| 11   | ERT Formula E Team               | 3   | DNS | 9   | 18  | DSQ | 10  | 15  | 6   | 19  | 16  | 13  | 13  | 18  | 14  | 14  | 12  | 11  | 23     |
| 11   | ERT Formula E Team               | 33  | 18  | 21  | DNF | 16  | 18  | 4   | 14  | 13  | 14  | 17  | 20  | 21  | 17  | 15  | 13  | 14  | 23     |

### Legende
| Legende                      | Legende       | Legende                                                                 |
| Farbe                        | Abkürzung     | Bedeutung                                                               |
| ---------------------------- | ------------- | ----------------------------------------------------------------------- |
| Gold                         | —             | Sieger                                                                  |
| Silber                       | —             | 2. Platz                                                                |
| Bronze                       | —             | 3. Platz                                                                |
| Grün                         | —             | Platzierung in den Punkten                                              |
| Blau                         | —             | Klassifiziert außerhalb der Punkteränge                                 |
| Violett                      | DNF           | Rennen nicht beendet                                                    |
| Violett                      | NC            | nicht klassifiziert                                                     |
| Rot                          | DNQ           | nicht qualifiziert                                                      |
| Schwarz                      | DSQ           | disqualifiziert                                                         |
| Weiß                         | DNS           | nicht am Start                                                          |
| Weiß                         | WD            | zurückgezogen                                                           |
| Weiß                         | C             | Rennen abgesagt                                                         |
| Blanko                       |               | nicht teilgenommen                                                      |
| Blanko                       | DNP           | gemeldet, aber nicht teilgenommen                                       |
| Blanko                       | INJ           | verletzt oder krank                                                     |
| Blanko                       | EX            | ausgeschlossen                                                          |
| sonstige Formate und Zeichen | P/fett        | Pole-Position                                                           |
| sonstige Formate und Zeichen | kursiv        | Schnellste Rennrunde (ab 2017/18: Schnellste Rennrunde der ersten Zehn) |
| sonstige Formate und Zeichen | unterstrichen | Führender in der Gesamtwertung                                          |
| sonstige Formate und Zeichen | *             | nicht im Ziel, aufgrund der zurückgelegten Distanz aber gewertet        |
| sonstige Formate und Zeichen | ( )           | Streichresultat                                                         |